# 布蘭丁斯維爾 (伊利諾伊州)
布蘭丁斯維爾（英語：Blandinsville）是位於美國伊利諾伊州麥克多諾縣的一個村落。

## 地理
布蘭丁斯維爾的座標為40°33′17″N 90°51′57″W / 40.55472°N 90.86583°W，而該地最高點為海拔高度222米（即728英尺）。

## 人口
根據2010年美國人口普查的數據，布蘭丁斯維爾的面積為2.28平方千米，當中陸地面積為2.28平方千米，而水域面積為0.00平方千米。當地共有人口651人，而人口密度為每平方千米285人。